# لاتيتيا أكلي
لاتيتيا أكلي (بالإنجليزية: Laetitia Agab)، (من مواليد 13 فبراير 1985): هي لاعبة كرة قدم تلعب كمدافع. لعبت سابقًا مع نادي سانت إتيان في الدوري الفرنسي لكرة القدم للسيدات. ولدت في فرنسا، ومثلت منتخب الجزائر لكرة القدم للسيدات على المستوى الدولي.

## المسيرة
بدأت لاتيتيا أكلي لعب كرة القدم مع الأولاد في سن مبكرة.
ظهرت لاتيتيا أكلي لأول مرة مع نادي سانت إتيان خلال موسم 2006-2007. حيث لعبت سبع مباريات مع النادي.
باعتبارها مواطنة مزدوجة الجنسية، مثلت لاتيتيا أكلي الجزائر بانضمامها لمنتخب الجزائر لكرة القدم للسيدات بدءًا من 2007. تنافست مع المنتخب في دورة الألعاب الأفريقية وتصفيات كأس الأمم الأفريقية للسيدات.